# Graham T. Allison
Graham Tillett Allison, Jr., né le 23 mars 1940, est un chercheur américain en science politique, professeur à la John F. Kennedy School of Government de Harvard. 
À la fin des années 1960 puis dans les années 1970, il se fait connaitre pour sa contribution à l'analyse bureaucratique de la prise de décision en temps de crise. Son livre Remaking Foreign Policy: The Organizational Connection, co-écrit avec Peter Szanton, est publié en 1976 et a une influence sur la politique étrangère du gouvernement de Jimmy Carter qui devient Président en 1977. Depuis les années 1970, Allison est aussi un analyste principal en sécurité nationale et politique de défense, et en particulier en armes nucléaires et terrorisme.

## Biographie
Allison est originaire de Charlotte, en Caroline du Nord. Il fréquente pendant deux ans Davidson College, puis est diplômé de l'université Harvard en 1962 d'un bachelor. Allison obtient ensuite un autre bachelor en deux ans, en 1964 à l'université d'Oxford en tant que détenteur de la bourse Marshall. Il revient à Harvard pour son doctorat en science politique qu'il obtient en 1968. En 1979, Allison reçoit un doctorat honorifique de la faculté des sciences sociales de l'université d'Uppsala, en Suède.
Allison a passé toute sa carrière universitaire à Harvard en tant que professeur assistant (1968), professeur agrégé (1970), puis professeur ordinaire (1972) au département de gouvernement. Il a été doyen de la John F. Kennedy School of Government de 1977 à 1989, alors que sa taille augmentait de 400 % et sa dotation de 700 %. Il a été directeur du Belfer Center for Science and International Affairs de 1995 à 2017, année où il a été remplacé par l'ancien secrétaire à la Défense, Ashton Carter. Allison reste professeur de Gouvernement Douglas Dillon.
Allison a également été membre du Center for Advanced Studies (1973-1974) ; consultant pour la société RAND ; membre du Council on Foreign Relations ; membre du comité de visite sur les études de politique étrangère à la Brookings Institution (1972-1977); et membre de la Commission trilatérale (1974-1984 et 2018). Il faisait partie des personnes citées pour succéder à David Rockefeller à la présidence du Council on Foreign Relations. En 2009, il a reçu le prix NAS de la recherche sur le comportement en matière de prévention de la guerre nucléaire de l'Académie nationale des sciences.

## Travail en tant qu'analyste
Allison a été fortement impliquée dans la politique de défense des États-Unis depuis qu'il a commencé en tant que conseiller et consultant au Pentagone dans les années 1960. Il est membre du conseil de politique de défense (Defense Policy Board) du secrétaire à la Défense depuis 1985. Il a été conseiller spécial du secrétaire à la Défense (1985-1987) et du secrétaire adjoint à la Défense des politiques et des plans (1993-1994), où il a coordonné les stratégies et la politique vis-à-vis des États de l'ex-Union soviétique. Le président Bill Clinton a décerné à Allison la médaille de la Défense pour Service public distingué, pour « avoir modifié les relations avec la Russie, l'Ukraine, la Biélorussie et le Kazakhstan afin de réduire l'ancien arsenal nucléaire soviétique ». Il a également été conseiller informel de Michael Dukakis lors de sa campagne présidentielle en 1988[réf. nécessaire].

## Travail académique
Allison est principalement connu en tant que politologue pour son livre L'Essence de la décision : expliquer la crise des missiles de Cuba (1971), dans lequel il a développé deux nouveaux paradigmes théoriques, un modèle de processus organisationnel et un modèle bureaucratique de la politique, pour concurrencer l'approche prévalente de la prise de décision en matière de politique étrangère utilisant le modèle de l'acteur rationnel. L'Essence de la décision a révolutionné l'étude de la prise de décision en science politique et au-delà.[réf. nécessaire]

## Piège de Thucydide
Allison a inventé l'expression « piège de Thucydide » pour désigner le moment où un pouvoir croissant provoque la peur dans un pouvoir établi qui dégénère en guerre. Thucydide a écrit: « Ce qui rend la guerre inévitable était la croissance du pouvoir athénien et la peur qui en résultait à Sparte. » Le 6 avril 2017, le terme apparait en gros sur une page du New York Times, le jour de la rencontre entre le président américain Donald Trump et le président chinois Xi Jinping : « Les deux principaux acteurs de la région partagent une obligation morale à s'éloigner du piège de Thucydide. » D'autres exemples passés du piège de Thucydide incluent le début de la Première Guerre mondiale, la guerre de Succession d'Espagne et la guerre de Trente Ans[réf. nécessaire]. Il développe d’ailleurs ce concept dans une conférence TedX intitulée « Une guerre entre la Chine et les États-Unis est-elle inévitable ? ».
Le sinologue Arthur Waldron a critiqué le concept du piège de Thucydide et de l'application qu'en fait Allison aux relations américano-chinoises tandis que d'autres ont soutenu que l'interprétation d'Allison ignorait de nombreux précédents asiatiques aux implications très différentes.

## Controverse
De 2012 à 2013, le Belfer Center (via la Wikimedia Foundation) a engagé un éditeur afin de citer les recherches d'Allison dans divers articles. Ce poste était financé par la Stanton Foundation, dont l'épouse de Graham Allison, Liz Allison, était l'une des deux administrateurs. L'éditeur a également procédé à des « modifications supposées problématiques » largement basées sur les travaux d'autres spécialistes affiliés au Belfer Centre.

### Travaux
- Graham T. Allison, « Modèles conceptuels et la crise des missiles cubains », Revue américaine de science politique,‎ 1969.
- Graham T. Allison, L'Essence de la décision : expliquer la crise des missiles à Cuba, Petit, Brown, 1971.
- Graham T. Allison et Morton H. Halperin, La politique bureaucratique : un paradigme et quelques implications politiques, 1972.
- Graham T. Allison et Peter Szanton, Refaire la politique étrangère : lien organisationnel, 1976.
- Graham T. Allison, Nobuhiko Ushiba et Thierry de Montbrial, Partage de la responsabilité internationale entre les pays trilatéraux, Commission trilatérale, 1983.
- Graham T. Allison, Les faucons, les colombes et les hiboux: un programme pour éviter la guerre nucléaire, WW Norton. (édité avec Albert Carnesale et Joseph Nye Jr), 1985.
- Graham T. Allison, Fenêtres d'opportunité : de la guerre froide à la concurrence pacifique., Ballinger (édité avec William Ury), 1989.
- Graham T. Allison, Repenser la sécurité de l'Amérique : Au-delà de la guerre froide et du nouvel ordre mondial, WW Norton (édité avec Gregory Treverton), 1992.
- Graham T. Allison, Eviter l'anarchie nucléaire : contenir la menace des armes nucléaires et des matières fissiles russes, MIT Press, 1996.
- Graham T. Allison, Terrorisme nucléaire : La catastrophe évitable ultime, Henry Holt, 2004.
- Graham T. Allison, Robert D. Blackwill et Ali Wyne (préf. Henry A. Kissinger), Lee Kuan Yew: Les points de vue du Grand Maître sur la Chine, les États-Unis et le monde, MIT Press, 2013.
- Graham T. Allison, Destinés à la guerre : l'Amérique et la Chine peuvent-elles échapper au piège de Thucydide ?, Houghton Mifflin Harcourt, 2017 (lire en ligne).